# Allisson Lozz
Allisson Marian Lozano Núñez (Chihuahua, 1992. augusztus 1. –) mexikói színésznő, énekesnő.

## Élete és pályafutása
Színésznői pályája nagyon fiatalon, 2003-ban kezdődött, amikor a Televisa színészképzője egy sikeres meghallgatás után a szárnyai alá vette a lányt. Ugyanebben megkapta élete első telenovella-szerepét az Alegrijes y Rebujos című telenovellában.
2004-ben a Misión S.O.S. című telenovellában játszotta Diana Lozano Aranda szerepét. Sorozatbeli partnere Diego González volt. 2005-ben igazi lázadóként tűnt fel a Rebelde című telenovellában, Bianca Delight szerepében, két évadon keresztül. 2007-ben eljött élete egyik legnagyobb lehetősége, amikor megkapta a Pokolba a szépfiúkkal! című telenovella főszerepét. A telenovella nagy sikert aratott Mexikóban és az Amerikai Egyesült Államokban egyaránt. 2008-ban A szerelem nevében című telenovellában Paloma Gamboa Espinoza de los Monteros szerepét játszotta.

## Magánélete
2011-ben férjhez ment Eliu Gutierrez Holguinhoz, aki hozzá hasonlóan Jehova tanúja. Vallása miatt még ugyanebben az évben végleg visszavonult a színészkedéstől. 2012-ben megszületett kislánya, aki a London Rouse nevet kapta. Jelenleg háztartásbeli, és a családjának szenteli az életét.[forrás?]
2015. augusztus 6-án világra jött második kislánya, Sydney Allisson. 

## Filmográfia

### Telenovellák
| Év   | Cím                    | Eredeti cím              | Szerep                                 | TV stúdió |
| ---- | ---------------------- | ------------------------ | -------------------------------------- | --------- |
| 2008 | A szerelem nevében     | En nombre del amor       | Paloma Gamboa Espinoza de los Monteros | Televisa  |
| 2007 | Pokolba a szépfiúkkal! | Al diablo con los guapos | Milagros Belmonte Ramos                | Televisa  |
| 2006 |                        | Las dos caras de Ana     | Paulina Gardel Durán                   | Televisa  |
| 2005 |                        | Rebelde                  | Bianca Delight                         | Televisa  |
| 2004 |                        | Misión S.O.S.            | Diana Lozano                           | Televisa  |
| 2003 |                        | Alegrijes y rebujos      | Allison Rebolledo                      | Televisa  |